# کادمیم
کادمیم (به انگلیسی: Cadmium) عنصری شیمیایی است که در جدول تناوبی با نشان Cd و عدد اتمی ۴۸ قرار گرفته‌است. کادمیم عنصری نسبتاً کمیاب، نرم، با رنگ سفید مایل به آبی و فلز واسطه سمی است که در سنگ معدن روی وجود داشته و در باتریها به مقدار زیادی مورد استفاده قرار می‌گیرد.

## خصوصیات قابل توجه
کادمیم فلز دو ظرفیتی نرم، چکش خوار، انعطاف‌پذیر و به رنگ سفید مایل به آبی است که با چاقو به راحتی بریده می‌شود. این عنصر از بسیاری جهات شبیه روی است اما کادمیم ترکیبات پیچیده بیشتری به‌وجود می‌آورد.
معمولی‌ترین حالت اکسیداسیون کادمیم ۲+ می‌باشد، گرچه نمونه‌های کمیابی از ۱+ نیز می‌توان پیدا کرد.

## کاربردها
تقریباً «سه چهارم کادمیم در باتریها به ویژه در باتری‌های Ni-Cd استفاده می‌گردد و بیشتر یک سوم باقی‌مانده عمدتاً» جهت رنگها، پوششها، آبکاری و به عنوان مواد ثبات بخش در پلاستیکها بکار می‌رود.
کاربردهای دیگر:
در بعضی از آلیاژهای زود ذوب به کار می‌رود.
به علت ضریب اصطکاک پائین و مقاومت بسیار خوب در برابر خستگی، در آلیاژهای بلبرینگ از آن استفاده می‌شود.
۶۰٪ از کادمیم یافت شده در آبکاری الکتریکی به کار می‌رود.
انواع بسیاری از لحیم‌ها حاوی این فلز هستند.
به عنوان مانعی برای کنترل کافش اتمی(nuclear fission) به کار می‌رود.
ترکیبات حاوی کادمیم در مواد درخشان تلویزیون‌های سیاه و سفید و نیز در مواد درخشان آبی و سبز در لامپ تصویر تلویزیونهای رنگی بکار می‌روند.
کادمیم نمکهای مختلفی را به‌وجود می‌آورد که معمول‌ترین آن‌ها سولفید کادیم است. از این سولفید به‌عنوان رنگدانه زرد استفاده می‌شود.
در برخی نیمه هادی‌ها کاربرد دارد.
بعضی از ترکیبات کادمیم به عنوان تثبیت‌کننده در Polyvinyl Coloride بکار می‌رود.

## تاریخچه
کادمیم (لاتین cadmia، یونانی kadmeia به معنی کالامین) در سال ۱۸۱۷ در آلمان توسط Friedrich Stromeyer کشف شد. او این عنصر جدید را درون یک ناخالصی در کربنات روی پیدا کرد (کالامین) و برای مدت صد سال تنها تولیدکننده مهم این فلز باقی ماند. این فلز به همان واژه لاتین کالامین نامگذاری شد چون آن را در ترکیب روی یافته بودند. Stromeyer متوجه شد بعضی از نمونه‌های ناخالص کالامین هنگام حرارت تغییر رنگ می‌دهند اما کالامین خالص این‌گونه نیست.
گرچه کادیم و ترکیبات آن به شدت سمی هستند، از سال 1907 British Pharmaceutical Codex اعلام می‌دارد که یدید کادیم به عنوان دارویی برای معالجه ورم مفاصل، سل غدد لنفاوی و سرمازدگی مورد استفاده قرار می‌گرفته‌است.
در سال ۱۹۲۷ کنفرانس بین‌المللی اوزان و مقادیر، متر را با توجه به یک خط طیف کادیم قرمز دوباره تعریف نمود. (یعنی: طول موجهای ۱۶۴٫۱۳٬۵۵۳٬۱=m1)این تعریف اکنون تغییر یافته (به krypton نگاه کنید)

## پیدایش
سنگهای معدن که حاوی کادمیم می‌باشند کمیاب بوده و در صورت یافت شدن به مقادیر خیلی کم وجود دارند. CdS) Greenockite)، تنها کانی مهم کادیم، تقریباً همیشه به ZnS) sphalerite) متصل است. در نتیجه کادمیم عمدتاً به عنوان یک محصول جانبی از استخراج، خالص‌سازی و تصفیه سولفید اوره حاصل از سنگ معدن روی، و به میزان کمتر از سرب و مس تولید می‌شود.
مقدار کمی از کادمیم (تقریباً «۱۰٪ مصرف) از منابع ثانویه- که عمدتاً» از خاکه حاصل از بازیافت تکه‌های آهن و فولاد است- بدست می‌آید. تولید در آمریکا از سال ۱۹۰۷ آغاز گردید اما بعد از جنگ جهانی اول بود که این عنصر کاربرد فراوانی پیدا کرد.

## ایزوتوپ‌ها
کادمیم به‌طور طبیعی شامل ۶ ایزوتوپ پایداراست. ۲۷ ایزوتوپ پرتوزا(radioisotopes)شناخته شده که پایدارترین آن‌ها Cd-113 با نیمه عمر ۷/۷ کوادریلیون سال،109 Cd- با نیمه عمر۶/۴۲۶ روز و Cd-115 با نیمه عمر ۴۶/۵۳ ساعت می‌باشد. مابقی ایزوتوپ‌های رادیو اکتیو دارای نیمه عمری کمتر از ۵/۲ ساعت بوده که اکثر آن‌ها نیمه عمرشان کمتر از ۵ دقیقه‌است. این عنصر دارای ۸ ایزومر هسته‌ای «meta state) است که پایدار ترینشان Cdm-113 (با نیم عمر ۱۴٫۱ سال)، Cdm-115 (با نیم عمر ۴۴٫۶ روز) و Cdm-117 (با نیمه عمر ۳٫۳۶ ساعت) می‌باشد.
ایزوتوپ‌های کادمیم از نظر وزن اتمی در بازه از واحد Cd-97» amu)، تا Cd-138) amu129.934) قراردارند. حالت فروپاشی اتمی بلافاصله، پیش از دومین ایزوتوپ پایدار فراوان، Cd-12، الکترون‌گیری و حالت بلافاصله بعدی، کاهش بتا می‌باشد. محصول فروپاشی اصلی قبل از Cd-112، عنصر ۴۷ «نقره) و محصول بعد از آن عنصر ۴۹ (ایندیم) است.

## هشدارها
کادمیم از معدود عناصری است که هیچگونه نقش ساختاری در بدن انسان ندارد. این عنصر و محلول ترکیبات آن حتی به میزان بسیار کم، سمی هستند و در اندام‌ها و محیط زیست، ذخیره می‌شوند.
استنشاق گرد کادمیم به سرعت در دستگاه تنفسی و کلیه‌ها ایجاد مشکلاتی می‌کند که می‌توانند کشنده باشند (اغلب از نارسائی کلیوی). خوردن هر مقدار قابل ملاحظه‌ای از کادمیم موجب مسمومیت سریع کبد و کلیه‌ها می‌گردد. ترکیباتی که محتوی کادمیم هستند نیز باعث مسمومیت می‌شوند.

## بیماری‌ها
ایتای که باعث تغییر شکل و نرمی استخوان در زنان مسن می‌شود نتیجه ی ورود بیش از حد کادمیم به بدن است. همچنین ورود مقادیر بالای کادمیم به مرور آسیب‌های کلیوی و کبدی را نیز در پی خواهد داشت